# Kék-Kálló
Kék-Kálló (deutsch blauer Kálló) ist ein Kanal im Komitat Hajdú-Bihar. Er entsteht aus dem Zusammenfluss des Derecskei-Kálló und des Konyári-Kálló auf dem Gemeindegebiet von Berettyóújfalu.

## Verlauf
Die folgenden Städte und Gemeinden liegen am Kék-Kálló (vom Ursprung bis zur Mündung):
Berettyóújfalu, Bakonszeg, Zsáka

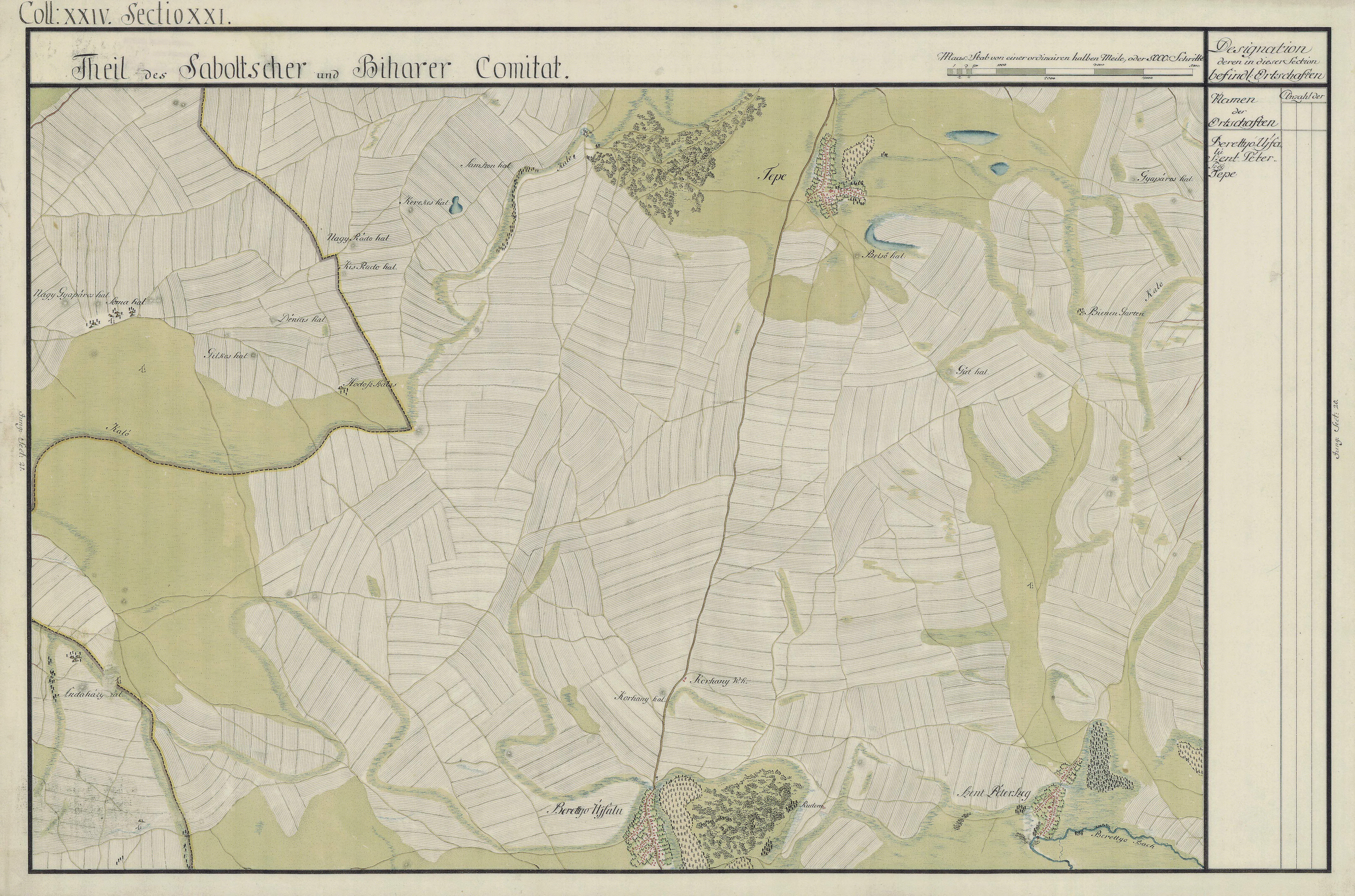
Ursprungsgebiet (Kaló links und Kalo rechts von Tépe) um 1782 (Aufnahmeblatt der Josephinischen Landesaufnahme)
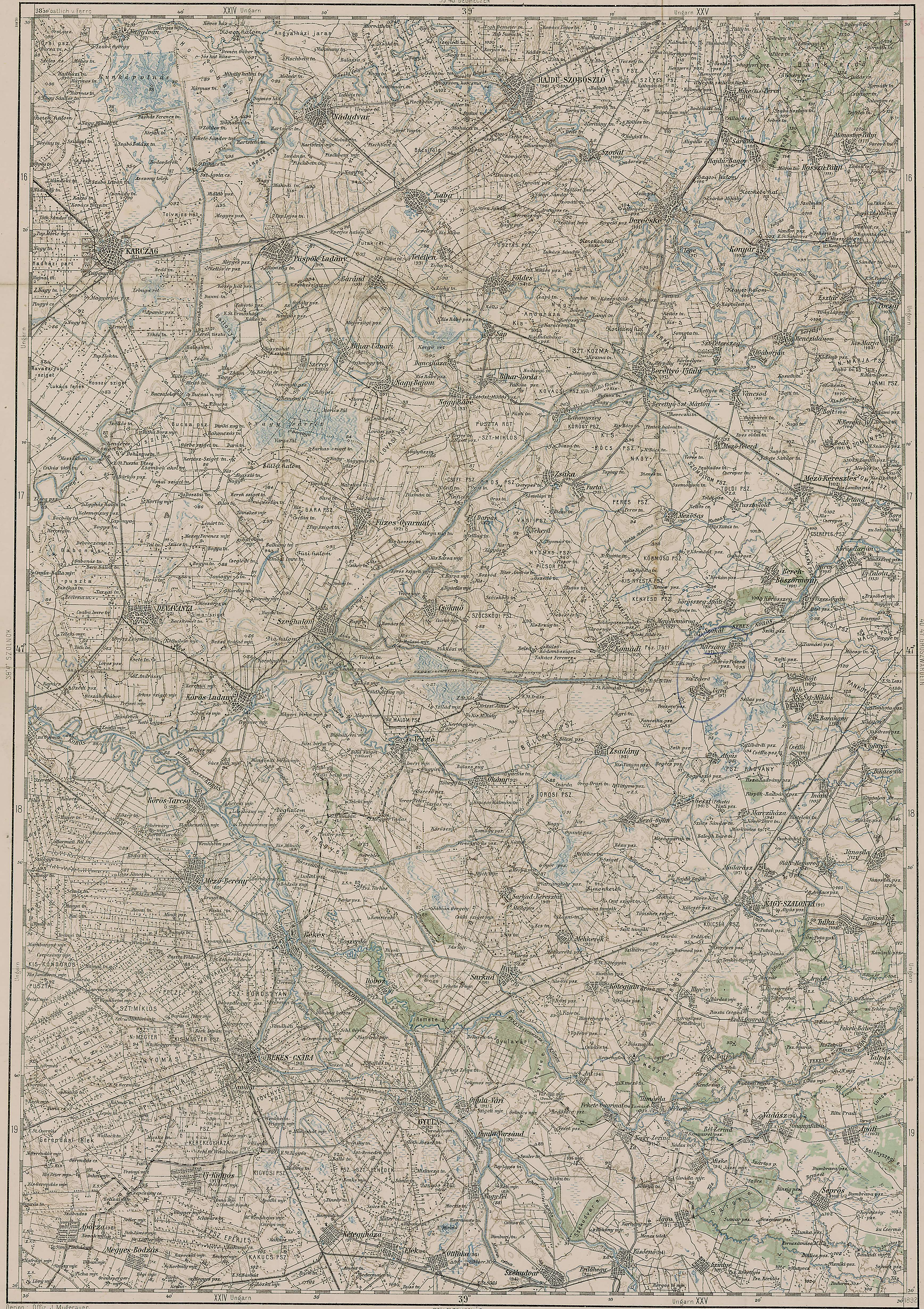
Mündung in die Berettyó (N 47° 7'; O 39°) um 1892 (Aufnahmeblatt der Franzisco-Josephinischen Landesaufnahme)